# یواس‌اس وینرایت (دی‌دی-۴۱۹)
یواس‌اس وینرایت (دی‌دی-۴۱۹) (به انگلیسی: USS Wainwright (DD-419)) یک کشتی بود که طول آن 348&nbsp;ft, 3¼&nbsp;in, (106.15&nbsp;m) بود. این کشتی در سال ۱۹۳۹ ساخته شد.